# John Gebhard
John Gebhard (* 22. Februar 1782 in Claverack, New York; † 3. Januar 1854 in Schoharie, New York) war ein US-amerikanischer Jurist und Politiker. Zwischen 1821 und 1823 vertrat er den Bundesstaat New York im US-Repräsentantenhaus.

## Werdegang
John Gebhard wurde während des Unabhängigkeitskrieges in Claverack geboren und wuchs dort auf. In dieser Zeit besuchte er öffentliche Schulen. Er studierte Jura. Nach dem Erhalt seiner Zulassung als Anwalt begann er zu praktizieren. Zwischen 1811 und 1813 sowie zwischen 1815 und 1822 war er als Vormundschafts- und Nachlassrichter (surrogate) im Schoharie County tätig. Politisch gehörte er der Föderalistischen Partei an.
Bei den Kongresswahlen des Jahres 1820 für den 17. Kongress wurde er im 13. Wahlbezirk von New York in das US-Repräsentantenhaus in Washington, D.C. gewählt, wo er am 4. März 1821 die Nachfolge von Harmanus Peek antrat. Er schied nach dem 3. März 1823 aus dem Kongress aus.
Nach seiner Kongresszeit war er wieder als Anwalt tätig. Am 3. Januar 1854 starb er in Schoharie und wurde auf dem St. Paul’s Lutheran Cemetery beigesetzt.